# Liste des équipes du Championnat du monde de hockey sur glace 2021
Cette page contient la liste de toutes les équipes et leurs joueurs participant au Championnat du monde de hockey sur glace 2021 en Lettonie.
Chaque équipe est constituée au minimum de 15 joueurs et 2 gardiens et, au maximum, de 22 joueurs et 3 gardiens.

## Allemagne
Entraîneur-chef : Toni Söderholm
| No    | Nom                  | Position       | Club                        |
| ----- | -------------------- | -------------- | --------------------------- |
| +003, | Dominik Bittner      | Défenseur      | Grizzlys Wolfsbourg         |
| +005, | Korbinian Holzer - A | Défenseur      | Avtomobilist Iekaterinbourg |
| +007, | Maximilian Kastner   | Attaquant      | EHC Munich                  |
| +008, | Tobias Rieder        | Attaquant      | Sabres de Buffalo           |
| +009, | Leon Gawanke         | Défenseur      | Moose du Manitoba           |
| +011, | Marco Nowak          | Défenseur      | Düsseldorfer EG             |
| +015, | Stefan Loibl         | Attaquant      | Adler Mannheim              |
| +021, | Nico Krämmer         | Attaquant      | Adler Mannheim              |
| +022, | Matthias Plachta     | Attaquant      | Adler Mannheim              |
| +031, | Niklas Treutle       | Gardien de but | Nürnberg Ice Tigers         |
| +034, | Tom Kühnhackl        | Attaquant      | Islanders de Bridgeport     |
| +035, | Mathias Niederberger | Gardien de but | Eisbären Berlin             |
| +038, | Fabio Wagner         | Défenseur      | ERC Ingolstadt              |
| +041, | Jonas Müller         | Défenseur      | Adler Mannheim              |
| +053, | Moritz Seider        | Défenseur      | Rögle BK                    |
| +054, | Lean Bergmann        | Attaquant      | Sharks de San José          |
| +058, | Markus Eisenschmid   | Attaquant      | Adler Mannheim              |
| +070, | John-Jason Peterka   | Attaquant      | EHC Munich                  |
| +072, | Dominik Kahun        | Attaquant      | Oilers d'Edmonton           |
| +073, | Lukas Reichel        | Attaquant      | Eisbären Berlin             |
| +077, | Daniel Fischbuch     | Attaquant      | Düsseldorfer EG             |
| +083, | Leonhard Pföderl     | Attaquant      | Eisbären Berlin             |
| +085, | Marcel Brandt        | Défenseur      | Straubing Tigers            |
| +090, | Felix Brückmann      | Gardien de but | Adler Mannheim              |
| +091, | Moritz Müller - C    | Défenseur      | Kölner Haie                 |
| +092, | Marcel Noebels - A   | Attaquant      | Adler Mannheim              |
| +095, | Frederik Tiffels     | Attaquant      | Kölner Haie                 |
| +096, | Andreas Eder         | Attaquant      | Straubing Tigers            |

## Biélorussie
Entraîneur-chef : Mikhaïl Zakharaw
| No    | Nom                     | Position       | Club                        |
| ----- | ----------------------- | -------------- | --------------------------- |
| +002, | Ilia Soloviov           | Défenseur      | HK Dinamo Minsk             |
| +007, | Stepan Falkovski        | Défenseur      | HK Dinamo Minsk             |
| +008, | Illia Chynkevitch       | Défenseur      | HK Dinamo Minsk             |
| +009, | Stanislav Lopatchouk    | Attaquant      | HK Iounost Minsk            |
| +010, | Nick Bailen             | Défenseur      | Traktor Tcheliabinsk        |
| +012, | Alekseï Protas          | Attaquant      | Bears de Hershey            |
| +013, | Mikhaïl Stefanovitch    | Attaquant      | HK Iounost Minsk            |
| +014, | Iawhen Lissavets        | Défenseur      | Salavat Ioulaïev Oufa       |
| +015, | Artsiom Dziamko         | Attaquant      | HK Dinamo Minsk             |
| +016, | Geoff Platt - A         | Attaquant      | Salavat Ioulaïev Oufa       |
| +017, | Iegor Charangovitch - C | Attaquant      | Devils du New Jersey        |
| +018, | Kristian Khenkel - A    | Défenseur      | Ak Bars Kazan               |
| +019, | Nikita Komarov          | Attaquant      | Avangard Omsk               |
| +021, | Vladislav Kodola        | Attaquant      | Severstal Tcherepovets      |
| +022, | Francis Paré            | Attaquant      | Avangard Omsk               |
| +030, | Konstantin Chostak      | Gardien de but | Severstal Tcherepovets      |
| +031, | Danny Taylor            | Gardien de but | HK Dinamo Minsk             |
| +040, | Alekseï Kolossov        | Gardien de but | HK Dinamo Minsk             |
| +073, | Dmitri Znakharenko      | Défenseur      | HK Dinamo Minsk             |
| +074, | Siarheï Kastsitsyne     | Attaquant      | Bratislava Capitals         |
| +081, | Siarheï Drozd           | Attaquant      | HK Iounost Minsk            |
| +085, | Andreï Antonov          | Défenseur      | HK Iounost Minsk            |
| +088, | Guerman Nesterov        | Attaquant      | HK Homiel                   |
| +089, | Dzmitry Korabaw         | Défenseur      | Salavat Ioulaïev Oufa       |
| +090, | Danila Klimovitch       | Attaquant      | Minskie Zubry               |
| +092, | Shane Prince            | Attaquant      | Avtomobilist Iekaterinbourg |
| +093, | Andreï Belevitch        | Attaquant      | Torpedo Nijni Novgorod      |
| +094, | Vladislav Ieromenko     | Défenseur      | HK Dinamo Minsk             |

## Canada
Entraîneur-chef : Gerard Gallant
| No    | Nom                  | Position       | Club                   |
| ----- | -------------------- | -------------- | ---------------------- |
| +002, | Braden Schneider     | Défenseur      | Wheat Kings de Brandon |
| +005, | Jacob Bernard-Docker | Défenseur      | Sénateurs d'Ottawa     |
| +006, | Colin Miller - A     | Défenseur      | Sabres de Buffalo      |
| +008, | Liam Foudy           | Attaquant      | Monsters de Cleveland  |
| +011, | Jaret Anderson-Dolan | Attaquant      | Kings de Los Angeles   |
| +013, | Gabriel Vilardi      | Attaquant      | Kings de Los Angeles   |
| +014, | Adam Henrique - C    | Défenseur      | Ducks d'Anaheim        |
| +017, | Justin Danforth      | Attaquant      | HK Vitiaz              |
| +021, | Nick Paul            | Attaquant      | Sénateurs d'Ottawa     |
| +022, | Brandon Hagel        | Attaquant      | Blackhawks de Chicago  |
| +025, | Owen Power           | Défenseur      | Wolverines du Michigan |
| +026, | Sean Walker          | Défenseur      | Kings de Los Angeles   |
| +027, | Michael Bunting      | Attaquant      | Coyotes de l'Arizona   |
| +028, | Connor Brown - A     | Attaquant      | Sénateurs d'Ottawa     |
| +033, | Adin Hill            | Gardien de but | Coyotes de l'Arizona   |
| +035, | Darcy Kuemper        | Gardien de but | Coyotes de l'Arizona   |
| +038, | Mario Ferraro        | Défenseur      | Sharks de San José     |
| +044, | Maxime Comtois       | Attaquant      | Ducks d'Anaheim        |
| +065, | Michael DiPietro     | Gardien de but | Comets d'Utica         |
| +070, | Troy Stecher         | Défenseur      | Red Wings de Détroit   |
| +073, | Brandon Pirri        | Attaquant      | IceHogs de Rockford    |
| +074, | Nicolas Beaudin      | Défenseur      | Blackhawks de Chicago  |
| +088, | Andrew Mangiapane    | Attaquant      | Flames de Calgary      |
| +091, | Cole Perfetti        | Attaquant      | Moose du Manitoba      |

## Danemark
Entraîneur-chef : Heinz Ehlers
| No    | Nom                    | Position       | Club                           |
| ----- | ---------------------- | -------------- | ------------------------------ |
| +001, | Frederik Dichow        | Gardien de but | Odense IK                      |
| +002, | Phillip Bruggisser     | Défenseur      | Grizzlys Wolfsbourg            |
| +008, | Anders Krogsgaard      | Défenseur      | Fischtown Pinguins Bremerhaven |
| +009, | Frederik Storm         | Attaquant      | ERC Ingolstadt                 |
| +010, | Niklas Andersen        | Attaquant      | Fischtown Pinguins Bremerhaven |
| +011, | Alexander True         | Attaquant      | Barracuda de San José          |
| +015, | Matias Lassen          | Défenseur      | Malmö Redhawks                 |
| +016, | Matthias Asperup       | Attaquant      | Herlev Eagles                  |
| +017, | Nicklas Jensen         | Attaquant      | Jokerit                        |
| +022, | Markus Lauridsen       | Défenseur      | Malmö Redhawks                 |
| +025, | Oliver Lauridsen - A   | Défenseur      | Malmö Redhawks                 |
| +028, | Emil Kristensen        | Défenseur      | Schwenninger Wild Wings        |
| +029, | Morten Madsen          | Attaquant      | Timrå IK                       |
| +030, | Mads Søgaard           | Gardien de but | Esbjerg fB Ishockey            |
| +032, | Sebastian Dahm         | Gardien de but | EC Klagenfurt AC               |
| +033, | Julian Jakobsen        | Attaquant      | Aalborg Pirates                |
| +038, | Morten Poulsen - A     | Attaquant      | Herning Blue Fox               |
| +040, | Jesper Jensen          | Attaquant      | Frederikshavn White Hawks      |
| +041, | Jesper Jensen Aabo - C | Défenseur      | Malmö Redhawks                 |
| +043, | Nichlas Hardt          | Attaquant      | Rungsted Ishockey              |
| +047, | Oliver Larsen          | Défenseur      | IK Oskarshamn                  |
| +048, | Nicholas Jensen        | Défenseur      | Düsseldorfer EG                |
| +050, | Mathias Bau Hansen     | Attaquant      | Herning Blue Fox               |
| +072, | Nicolai Meyer          | Attaquant      | Ässät                          |
| +075, | Mathias From           | Attaquant      | Düsseldorfer EG                |
| +089, | Mikkel Bødker          | Attaquant      | Hockey Club Lugano             |
| +095, | Nick Olesen            | Attaquant      | IK Oskarshamn                  |

## États-Unis
Entraîneur-chef : Jack Capuano
| No    | Nom                   | Position       | Club                     |
| ----- | --------------------- | -------------- | ------------------------ |
| +001, | Drew Commesso         | Gardien de but | Terriers de Boston       |
| +002, | Ryan Shea             | Défenseur      | Stars du Texas           |
| +003, | Matt Roy - A          | Défenseur      | Kings de Los Angeles     |
| +004, | Connor Mackey         | Défenseur      | Flames de Calgary        |
| +005, | Adam Clendening       | Défenseur      | Monsters de Cleveland    |
| +006, | Chris Wideman         | Défenseur      | Torpedo Nijni Novgorod   |
| +008, | Matt Tennyson         | Défenseur      | Devils du New Jersey     |
| +010, | Matty Beniers         | Attaquant      | Wolverines du Michigan   |
| +011, | Brian Boyle           | Attaquant      | Agent libre              |
| +012, | Trevor Moore          | Attaquant      | Kings de Los Angeles     |
| +016, | Ryan Donato           | Attaquant      | Sharks de San José       |
| +018, | Jack Drury            | Attaquant      | Växjö Lakers HC          |
| +019, | Jason Robertson       | Attaquant      | Stars de Dallas          |
| +021, | Kevin Rooney          | Attaquant      | Rangers de New York      |
| +024, | Sasha Chmelevski      | Attaquant      | Sharks de San José       |
| +029, | Jake Oettinger        | Gardien de but | Stars de Dallas          |
| +031, | Anthony Stolarz       | Gardien de but | Ducks d'Anaheim          |
| +039, | Zac Jones             | Défenseur      | Rangers de New York      |
| +040, | Calvin Petersen       | Gardien de but | Kings de Los Angeles     |
| +043, | Colin Blackwell - A   | Attaquant      | Rangers de New York      |
| +050, | Eric Robinson         | Attaquant      | Blue Jackets de Columbus |
| +055, | Matt Hellickson       | Défenseur      | Devils de Binghamton     |
| +062, | Kevin Labanc          | Attaquant      | Sharks de San José       |
| +072, | Tage Thompson         | Attaquant      | Sabres de Buffalo        |
| +083, | Conor Garland         | Attaquant      | Coyotes de l'Arizona     |
| +086, | Christian Wolanin     | Défenseur      | Kings de Los Angeles     |
| +089, | Justin Abdelkader - C | Attaquant      | Eissportverein Zoug      |

## Fédération de Russie de hockey
Entraîneur-chef : Valeri Braguine
| No    | Nom                    | Position       | Club                     |
| ----- | ---------------------- | -------------- | ------------------------ |
| +002, | Artiom Zoub            | Défenseur      | Sénateurs d'Ottawa       |
| +004, | Vladislav Gavrikov - A | Défenseur      | Blue Jackets de Columbus |
| +007, | Dmitri Orlov           | Défenseur      | Capitals de Washington   |
| +008, | Ivan Morozov           | Attaquant      | SKA Saint-Pétersbourg    |
| +009, | Ivan Provorov          | Défenseur      | Flyers de Philadelphie   |
| +010, | Sergueï Toltchinski    | Attaquant      | Avangard Omsk            |
| +011, | Dmitri Voronkov        | Attaquant      | Ak Bars Kazan            |
| +015, | Pavel Karnaoukhov      | Attaquant      | HK CSKA Moscou           |
| +016, | Nikita Zadorov         | Défenseur      | Blackhawks de Chicago    |
| +021, | Konstantin Okoulov     | Attaquant      | HK CSKA Moscou           |
| +025, | Mikhaïl Grigorenko     | Attaquant      | Blue Jackets de Columbus |
| +027, | Igor Ojiganov          | Défenseur      | SKA Saint-Pétersbourg    |
| +031, | Aleksandr Samonov      | Gardien de but | SKA Saint-Pétersbourg    |
| +032, | Sergueï Bobrovski      | Gardien de but | Panthers de la Floride   |
| +037, | Ievgueni Timkine       | Attaquant      | SKA Saint-Pétersbourg    |
| +057, | Artiom Chvets-Rogovoï  | Attaquant      | SKA Saint-Pétersbourg    |
| +058, | Anton Slepychev - C    | Attaquant      | HK CSKA Moscou           |
| +060, | Ivan Botcharov         | Gardien de but | HK Dinamo Moscou         |
| +071, | Anton Bourdassov - A   | Attaquant      | SKA Saint-Pétersbourg    |
| +072, | Emil Galimov           | Attaquant      | SKA Saint-Pétersbourg    |
| +078, | Maksim Chalounov       | Attaquant      | HK CSKA Moscou           |
| +081, | Vladislav Kamenev      | Attaquant      | SKA Saint-Pétersbourg    |
| +087, | Rouchan Rafikov        | Défenseur      | Lokomotiv Iaroslavl      |
| +089, | Nikita Nesterov        | Défenseur      | Flames de Calgary        |
| +091, | Vladimir Tarassenko    | Attaquant      | Blues de Saint-Louis     |
| +094, | Aleksandr Barabanov    | Attaquant      | Sharks de San José       |
| +096, | Andreï Kouzmenko       | Attaquant      | SKA Saint-Pétersbourg    |
| +098, | Grigori Dronov         | Défenseur      | Metallourg Magnitogorsk  |

## Finlande
Entraîneur-chef : Jukka Jalonen
| No    | Nom                | Position       | Club                    |
| ----- | ------------------ | -------------- | ----------------------- |
| +002, | Ville Pokka        | Défenseur      | Avangard Omsk           |
| +003, | Olli Määttä        | Défenseur      | Kings de Los Angeles    |
| +006, | Tony Sund          | Défenseur      | Hockey Club Davos       |
| +007, | Oliwer Kaski       | Défenseur      | Avangard Omsk           |
| +012, | Marko Anttila - C  | Attaquant      | Jokerit                 |
| +013, | Mikael Ruohomaa    | Attaquant      | Sibir Novossibirsk      |
| +015, | Anton Lundell      | Attaquant      | HIFK                    |
| +020, | Niko Ojamäki       | Attaquant      | Linköping HC            |
| +021, | Jere Innala        | Attaquant      | Hämeenlinnan Pallokerho |
| +022, | Arttu Ruotsalainen | Attaquant      | Sabres de Buffalo       |
| +024, | Hannes Björninen   | Attaquant      | Pelicans Lahti          |
| +025, | Jere Karjalainen   | Attaquant      | HK Sotchi               |
| +027, | Petri Kontiola - A | Attaquant      | Hämeenlinnan Pallokerho |
| +029, | Harri Säteri       | Gardien de but | Sibir Novossibirsk      |
| +031, | Janne Juvonen      | Gardien de but | Leksands IF             |
| +038, | Teemu Turunen      | Attaquant      | Hockey Club Davos       |
| +039, | Kim Nousiainen     | Défenseur      | Kalevan Pallo           |
| +040, | Petteri Lindbohm   | Défenseur      | Hockey Club Bienne      |
| +045, | Juho Olkinuora     | Gardien de but | Metallourg Magnitogorsk |
| +047, | Peter Tiivola      | Attaquant      | Ässät                   |
| +048, | Valtteri Puustinen | Attaquant      | Hämeenlinnan Pallokerho |
| +050, | Miika Koivisto     | Défenseur      | Växjö Lakers HC         |
| +052, | Mikael Seppälä     | Défenseur      | Kalevan Pallo           |
| +055, | Atte Ohtamaa - A   | Défenseur      | Lokomotiv Iaroslavl     |
| +061, | Axel Rindell       | Défenseur      | Jukurit Mikkeli         |
| +076, | Jere Sallinen      | Attaquant      | HIFK                    |
| +080, | Saku Mäenalanen    | Attaquant      | Jokerit                 |
| +081, | Iiro Pakarinen     | Attaquant      | Jokerit                 |

## Grande-Bretagne
Entraîneur-chef : Peter Russell
| No    | Nom                   | Position       | Club                |
| ----- | --------------------- | -------------- | ------------------- |
| +001, | Jackson Whistle       | Gardien de but | Nottingham Panthers |
| +002, | Dallas Ehrhardt       | Défenseur      | Manchester Storm    |
| +005, | Ben Davies            | Attaquant      | Manchester Storm    |
| +007, | Robert Lachowicz      | Attaquant      | Nottingham Panthers |
| +008, | Matthew Myers         | Attaquant      | Sheffield Steelers  |
| +009, | Brett Perlini         | Attaquant      | Nottingham Panthers |
| +011, | Mark Garside          | Défenseur      | Nottingham Panthers |
| +013, | Dave Phillips         | Défenseur      | Sheffield Steelers  |
| +014, | Liam Kirk             | Attaquant      | Sheffield Steelers  |
| +016, | Sam Duggan            | Attaquant      | Coventry Blaze      |
| +017, | Mark Richardson - A   | Défenseur      | EC Bad Nauheim      |
| +018, | Lewis Hook            | Attaquant      | Nottingham Panthers |
| +019, | Luke Ferrara          | Attaquant      | Coventry Blaze      |
| +020, | Jonathan Phillips - C | Attaquant      | Sheffield Steelers  |
| +021, | Mike Hammond          | Attaquant      | Coventry Blaze      |
| +023, | Paul Swindlehurst     | Défenseur      | Coventry Blaze      |
| +024, | Joshua Tetlow         | Défenseur      | Nottingham Panthers |
| +028, | Ben O'Connor          | Défenseur      | Sheffield Steelers  |
| +033, | Ben Bowns             | Gardien de but | Nottingham Panthers |
| +034, | Jordan Hedley         | Gardien de but | Coventry Blaze      |
| +044, | Sam Jones             | Défenseur      | Sheffield Steelers  |
| +058, | David Clements        | Défenseur      | Coventry Blaze      |
| +059, | Ross Venus            | Attaquant      | Coventry Blaze      |
| +063, | Brendan Connolly      | Attaquant      | Sheffield Steelers  |
| +074, | Ollie Betteridge      | Attaquant      | Nottingham Panthers |
| +075, | Robert Dowd - A       | Attaquant      | Sheffield Steelers  |
| +089, | Ciaran Long           | Attaquant      | Manchester Storm    |
| +091, | Ben Lake              | Attaquant      | Manchester Storm    |

## Italie
Entraîneur-chef : Greg Ireland
| No    | Nom                   | Position       | Club                      |
| ----- | --------------------- | -------------- | ------------------------- |
| +003, | Markus Gander         | Attaquant      | SSI Vipiteno Broncos      |
| +010, | Stefano Giliati       | Attaquant      | Hockey Club Bolzano       |
| +013, | Peter Hochkofler      | Attaquant      | EC Red Bull Salzbourg     |
| +014, | Thomas Galimberti     | Attaquant      | Hockey Club Eppan Pirats  |
| +015, | Enrico Miglioranzi    | Défenseur      | Asiago Hockey 1935        |
| +017, | Lorenzo Casetti       | Défenseur      | Asiago Hockey 1935        |
| +019, | Raphael Andergassen   | Attaquant      | HC Pustertal-Val Pusteria |
| +021, | Daniel Glira          | Défenseur      | HC Pustertal-Val Pusteria |
| +022, | Simon Pitschieler     | Attaquant      | Hockey Club Bolzano       |
| +023, | Stefano Marchetti     | Défenseur      | Asiago Hockey 1935        |
| +024, | Peter Spornberger     | Défenseur      | EHC Freiburg              |
| +026, | Angelo Miceli         | Attaquant      | Hockey Club Bolzano       |
| +029, | Davide Fadani         | Gardien de but | Hockey Club Lugano        |
| +031, | Damian Clara          | Gardien de but | EC Red Bull Salzbourg     |
| +032, | Justin Fazio          | Gardien de but | Hockey Club Bolzano       |
| +037, | Phil Pietroniro       | Défenseur      | Sportivi Ghiaccio Cortina |
| +044, | Gregorio Gios         | Défenseur      | HC Fassa                  |
| +046, | Ivan Deluca           | Attaquant      | Hockey Club Bolzano       |
| +053, | Alex Trivellato       | Défenseur      | VIK Västerås HK           |
| +068, | Sebastiano Soracreppa | Défenseur      | Hockey Club Thurgovie     |
| +081, | Anthony Bardaro       | Attaquant      | Hockey Club Bolzano       |
| +091, | Marco Rosa            | Attaquant      | Asiago Hockey 1935        |
| +092, | Alex Petan - A        | Attaquant      | Fehérvár AV19             |
| +093, | Luca Frigo - A        | Attaquant      | Hockey Club Bolzano       |
| +094, | Daniel Frank - C      | Attaquant      | Hockey Club Bolzano       |
| +095, | Marco Magnabosco      | Attaquant      | Asiago Hockey 1935        |

## Kazakhstan
Entraîneur-chef : Iurii Mihailis
| No    | Nom                  | Position       | Club                             |
| ----- | -------------------- | -------------- | -------------------------------- |
| +004, | Egor Şalapov         | Défenseur      | Barys                            |
| +009, | Jesse Blacker        | Défenseur      | Avtomobilist Iekaterinbourg      |
| +010, | Nikita Mihailis      | Attaquant      | Barys                            |
| +011, | Artem Lihotnikov     | Attaquant      | Kazzinc-Torpedo Oust-Kamenogorsk |
| +014, | Curtis Valk          | Attaquant      | Barys                            |
| +015, | Egor Petuhov         | Attaquant      | Barys                            |
| +018, | Pavel Akolzin        | Attaquant      | Metallourg Magnitogorsk          |
| +020, | Demid Eremeev        | Gardien de but | HK Arystan Temirtaw              |
| +022, | Kirill Paniukov      | Attaquant      | Barys                            |
| +023, | Kirill Polohov       | Défenseur      | HK Tambov                        |
| +028, | Valerii Orehov       | Défenseur      | Barys                            |
| +030, | Nikita Boiarkin      | Gardien de but | Saryarka Karaganda               |
| +031, | Andrei Şutov         | Gardien de but | Kazzinc-Torpedo Oust-Kamenogorsk |
| +044, | Darren Dietz - A     | Défenseur      | Barys                            |
| +048, | Roman Startşenko - C | Attaquant      | Barys                            |
| +049, | Aleksandr Şin        | Attaquant      | Kazzinc-Torpedo Oust-Kamenogorsk |
| +055, | Ivan Stepanenko      | Défenseur      | Beïbarys Atyraou                 |
| +058, | Viktor Svedberg      | Défenseur      | Barys                            |
| +064, | Arkadii Şestakov     | Attaquant      | Barys                            |
| +065, | Samat Daniiar        | Défenseur      | Barys                            |
| +068, | Dmitrii Gurkov       | Attaquant      | Nomad Nour-Soultan               |
| +077, | Saian Daniiar        | Attaquant      | Nomad Nour-Soultan               |
| +084, | Kirill Savitskii     | Attaquant      | Kazzinc-Torpedo Oust-Kamenogorsk |
| +085, | Aleksei Makliukov    | Défenseur      | Metallourg Magnitogorsk          |
| +088, | Evgenii Rymarev      | Attaquant      | Iougra Khanty-Mansiïsk           |
| +089, | Anton Sagadeev       | Attaquant      | Barys                            |
| +095, | Dmitrii Şevtşenko    | Attaquant      | Barys                            |
| +096, | Älihan Asetov - A    | Attaquant      | Barys                            |

## Lettonie
Entraîneur-chef : Robert Hartley
| No    | Nom                   | Position       | Club                             |
| ----- | --------------------- | -------------- | -------------------------------- |
| +009, | Renārs Krastenbergs   | Attaquant      | BK Mladá Boleslav                |
| +010, | Lauris Dārziņš - A    | Attaquant      | Dinamo Riga                      |
| +011, | Kristaps Sotnieks     | Défenseur      | Dinamo Riga                      |
| +012, | Rihards Marenis       | Attaquant      | Kiruna IF                        |
| +013, | Gunārs Skvorcovs      | Défenseur      | Dinamo Riga                      |
| +014, | Rihards Bukarts       | Attaquant      | Dinamo Riga                      |
| +015, | Mārtiņš Karsums       | Attaquant      | Krefeld Pinguine                 |
| +016, | Kaspars Daugaviņš - C | Attaquant      | HK Vitiaz                        |
| +017, | Mārtiņš Dzierkals     | Attaquant      | Dinamo Riga                      |
| +018, | Rodrigo Ābols         | Attaquant      | Örebro HK                        |
| +024, | Miķelis Rēdlihs       | Attaquant      | Olimp Riga                       |
| +025, | Andris Džeriņš - A    | Attaquant      | Dinamo Riga                      |
| +026, | Uvis Jānis Balinskis  | Défenseur      | HC Litvínov                      |
| +027, | Oskars Cibuļskis      | Défenseur      | HC Litvínov                      |
| +029, | Ralfs Freibergs       | Défenseur      | HC Oceláři Třinec                |
| +032, | Artūrs Kulda          | Défenseur      | Nürnberg Ice Tigers              |
| +070, | Miks Indrašis         | Attaquant      | Dinamo Riga                      |
| +071, | Roberts Bukarts       | Attaquant      | Dinamo Riga                      |
| +072, | Jānis Jaks            | Défenseur      | Condors de Bakersfield           |
| +074, | Ivars Punnenovs       | Gardien de but | Schlittschuh Club Langnau Tigers |
| +077, | Kristaps Zīle         | Défenseur      | Dinamo Riga                      |
| +080, | Matīss Kivlenieks     | Gardien de but | Blue Jackets de Columbus         |
| +087, | Gints Meija           | Attaquant      | EHC Linz                         |
| +091, | Ronalds Ķēniņš        | Attaquant      | Lausanne Hockey Club             |
| +094, | Kristiāns Rubīns      | Défenseur      | Marlies de Toronto               |
| +095, | Oskars Batņa          | Attaquant      | Anglet Hormadi                   |
| +096, | Māris Bičevskis       | Attaquant      | BK Mladá Boleslav                |
| +098, | Jānis Kalniņš         | Gardien de but | Jokerit                          |

## Norvège
Entraîneur-chef : Petter Thoresen
| No    | Nom                     | Position       | Club                          |
| ----- | ----------------------- | -------------- | ----------------------------- |
| +005, | Erlend Lesund           | Défenseur      | Rögle BK                      |
| +006, | Jonas Holøs - C         | Défenseur      | Linköping HC                  |
| +008, | Mathias Trettenes - A   | Attaquant      | Hockey Club La Chaux-de-Fonds |
| +009, | Andreas Heier           | Attaquant      | Stjernen Hockey               |
| +010, | Ludvig Hoff             | Attaquant      | Stavanger Oilers              |
| +011, | Samuel Solem            | Attaquant      | Storhamar Dragons             |
| +013, | Sondre Olden            | Attaquant      | Hockey Club La Chaux-de-Fonds |
| +015, | Tommy Kristiansen       | Attaquant      | Stavanger Oilers              |
| +016, | Magnus Brekke Henriksen | Attaquant      | Vålerenga ishockey            |
| +017, | Stefan Espeland         | Défenseur      | EC Red Bull Salzbourg         |
| +018, | Tobias Lindström        | Attaquant      | Vålerenga ishockey            |
| +019, | Eirik Salsten           | Attaquant      | Storhamar Dragons             |
| +020, | Emilio Pettersen        | Attaquant      | Heat de Stockton              |
| +021, | Christian Bull          | Défenseur      | Krefeld Pinguine              |
| +022, | Martin Røymark          | Attaquant      | Vålerenga ishockey            |
| +024, | Ole Julian Holm         | Défenseur      | Monsters de Cleveland         |
| +029, | Kristian Østby          | Défenseur      | Stavanger Oilers              |
| +031, | Jonas Arntzen           | Gardien de but | Örebro HK                     |
| +033, | Henrik Haukeland        | Gardien de but | Färjestad BK                  |
| +038, | Henrik Holm             | Gardien de but | Stavanger Oilers              |
| +040, | Ken Andrè Olimb         | Attaquant      | Düsseldorfer EG               |
| +043, | Max Krogdahl            | Défenseur      | Coventry Blaze                |
| +046, | Mathis Olimb - A        | Attaquant      | Grizzlys Wolfsbourg           |
| +049, | Christian Kåsastul      | Défenseur      | AIK IF                        |
| +051, | Mats Rosseli Olssen     | Attaquant      | Frölunda HC                   |
| +076, | Emil Lilleberg          | Défenseur      | Sparta Warriors               |
| +085, | Michael Haga            | Attaquant      | Djurgården Hockey             |
| +093, | Thomas Valkvæ Olsen     | Attaquant      | Frisk Tigers                  |

## Slovaquie
Entraîneur-chef : Craig Ramsay
| No    | Nom                | Position       | Club                          |
| ----- | ------------------ | -------------- | ----------------------------- |
| +003, | Adam Jánošík - A   | Défenseur      | IK Oskarshamn                 |
| +005, | Šimon Nemec        | Défenseur      | HK Nitra                      |
| +007, | Mário Grman        | Défenseur      | SaiPa                         |
| +008, | Pavol Skalický     | Attaquant      | Lukko                         |
| +012, | Miloš Kelemen      | Attaquant      | HKm Zvolen                    |
| +013, | Michal Krištof     | Attaquant      | Kärpät Oulu                   |
| +016, | Róbert Lantoši     | Attaquant      | Bruins de Providence          |
| +017, | Dávid Buc          | Attaquant      | Bratislava Capitals           |
| +019, | Matúš Sukeľ        | Attaquant      | HC Sparta Prague              |
| +022, | Samuel Kňažko      | Défenseur      | TPS                           |
| +023, | Adam Liška         | Attaquant      | Severstal Tcherepovets        |
| +027, | Marek Hrivík - A   | Attaquant      | Leksands IF                   |
| +028, | Martin Gernát      | Défenseur      | HC Oceláři Třinec             |
| +029, | Michal Ivan        | Défenseur      | HKm Zvolen                    |
| +033, | Július Hudáček     | Gardien de but | HK Spartak Moscou             |
| +034, | Peter Cehlárik     | Attaquant      | Leksands IF                   |
| +035, | Adam Húska         | Gardien de but | Wolf Pack de Hartford         |
| +040, | Miloš Roman        | Attaquant      | HC Oceláři Třinec             |
| +042, | Branislav Konrád   | Gardien de but | HC Olomouc                    |
| +044, | Mislav Rosandič    | Défenseur      | HC Bílí Tygři Liberec         |
| +048, | Daniel Gachulinec  | Défenseur      | HC 07 Detva                   |
| +060, | Juraj Slafkovský   | Attaquant      | TPS                           |
| +065, | Martin Bučko       | Défenseur      | HC Dynamo Pardubice           |
| +067, | Marián Studenič    | Attaquant      | Devils du New Jersey          |
| +071, | Marek Ďaloga - C   | Défenseur      | HC Dynamo Pardubice           |
| +077, | Martin Faško-Rudáš | Attaquant      | HC´05 iClinic Banská Bystrica |
| +088, | Kristián Pospíšil  | Attaquant      | Lukko                         |
| +089, | Adrián Holešinský  | Attaquant      | HK Nitra                      |

## Suède
Entraîneur-chef : Johan Garpenlöv
| No    | Nom                  | Position       | Club                        |
| ----- | -------------------- | -------------- | --------------------------- |
| +003, | Klas Dahlbeck - A    | Défenseur      | HK CSKA Moscou              |
| +007, | Henrik Tömmernes - C | Défenseur      | Genève-Servette Hockey Club |
| +009, | Adrian Kempe         | Attaquant      | Kings de Los Angeles        |
| +012, | Max Friberg          | Attaquant      | Frölunda HC                 |
| +015, | Pontus Holmberg      | Attaquant      | Växjö Lakers HC             |
| +017, | Pär Lindholm         | Attaquant      | Skellefteå AIK              |
| +019, | Marcus Sörensen      | Attaquant      | Sharks de San José          |
| +020, | Lawrence Pilut       | Défenseur      | Traktor Tcheliabinsk        |
| +023, | Jesper Sellgren      | Défenseur      | Frölunda HC                 |
| +024, | Oscar Lindberg       | Attaquant      | HK Dinamo Moscou            |
| +027, | Nils Lundkvist       | Défenseur      | Luleå HF                    |
| +028, | Jesper Frödén        | Attaquant      | Skellefteå AIK              |
| +029, | Mario Kempe          | Attaquant      | HK CSKA Moscou              |
| +030, | Viktor Fasth         | Gardien de but | Växjö Lakers HC             |
| +032, | Magnus Nygren        | Défenseur      | Hockey Club Davos           |
| +033, | Samuel Ersson        | Gardien de but | Brynäs IF                   |
| +034, | Albert Johansson     | Défenseur      | Färjestad BK                |
| +037, | Isac Lundeström      | Attaquant      | Ducks d'Anaheim             |
| +039, | Adam Reideborn       | Gardien de but | Ak Bars Kazan               |
| +040, | Andreas Wingerli     | Attaquant      | Skellefteå AIK              |
| +048, | Carl Klingberg       | Attaquant      | Eissportverein Zoug         |
| +050, | Viktor Lööv          | Défenseur      | Jokerit                     |
| +051, | Filip Hållander      | Attaquant      | Luleå HF                    |
| +064, | Jonathan Pudas       | Défenseur      | Jokerit                     |
| +067, | Rickard Rakell - A   | Attaquant      | Ducks d'Anaheim             |
| +068, | Victor Olofsson      | Attaquant      | Sabres de Buffalo           |
| +070, | Dennis Rasmussen     | Attaquant      | Metallourg Magnitogorsk     |

## Suisse
Entraîneur-chef : Patrick Fischer
| No    | Nom                | Position       | Club                                     |
| ----- | ------------------ | -------------- | ---------------------------------------- |
| +002, | Santeri Alatalo    | Défenseur      | Eissportverein Zoug                      |
| +008, | Vincent Praplan    | Attaquant      | Club des patineurs de Berne              |
| +010, | Andres Ambühl - A  | Attaquant      | Hockey Club Davos                        |
| +013, | Nico Hischier - A  | Attaquant      | Devils du New Jersey                     |
| +015, | Grégory Hofmann    | Attaquant      | Eissportverein Zoug                      |
| +016, | Raphael Diaz - C   | Défenseur      | Eissportverein Zoug                      |
| +020, | Reto Berra         | Gardien de but | Hockey Club Fribourg-Gottéron            |
| +023, | Philipp Kurashev   | Attaquant      | Blackhawks de Chicago                    |
| +024, | Tobias Geisser     | Défenseur      | Eissportverein Zoug                      |
| +025, | Mirco Müller       | Défenseur      | Leksands IF                              |
| +028, | Timo Meier         | Attaquant      | Sharks de San José                       |
| +038, | Lukas Frick        | Défenseur      | Lausanne Hockey Club                     |
| +050, | Melvin Nyffeler    | Gardien de but | Schlittschuh Club Rapperswil-Jona Lakers |
| +055, | Romain Loeffel     | Défenseur      | Hockey Club Lugano                       |
| +059, | Dario Simion       | Attaquant      | Eissportverein Zoug                      |
| +060, | Tristan Scherwey   | Attaquant      | Club des patineurs de Berne              |
| +061, | Fabrice Herzog     | Attaquant      | Hockey Club Davos                        |
| +063, | Leonardo Genoni    | Gardien de but | Eissportverein Zoug                      |
| +065, | Ramon Untersander  | Défenseur      | Club des patineurs de Berne              |
| +071, | Enzo Corvi         | Attaquant      | Hockey Club Davos                        |
| +083, | Joël Vermin        | Attaquant      | Genève-Servette Hockey Club              |
| +085, | Sven Andrighetto   | Attaquant      | Zürcher Schlittschuh Club Lions          |
| +086, | Janis Moser        | Défenseur      | Hockey Club Bienne                       |
| +088, | Christoph Bertschy | Attaquant      | Lausanne Hockey Club                     |
| +089, | Fabian Heldner     | Défenseur      | Lausanne Hockey Club                     |
| +096, | Noah Rod           | Attaquant      | Genève-Servette Hockey Club              |
| +097, | Jonas Siegenthaler | Défenseur      | Devils du New Jersey                     |

## Tchéquie
Entraîneur-chef : Filip Pešán
| No    | Nom               | Position       | Club                    |
| ----- | ----------------- | -------------- | ----------------------- |
| +003, | Libor Hajek       | Défenseur      | Rangers de New York     |
| +006, | David Musil       | Défenseur      | HC Oceláři Třinec       |
| +009, | David Sklenička   | Défenseur      | Jokerit                 |
| +011, | Filip Zadina      | Attaquant      | Red Wings de Détroit    |
| +013, | Jakub Vrána       | Attaquant      | Red Wings de Détroit    |
| +014, | Adam Musil        | Attaquant      | HC Bílí Tygři Liberec   |
| +017, | Filip Hronek - A  | Défenseur      | Red Wings de Détroit    |
| +018, | Dominik Kubalík   | Attaquant      | Blackhawks de Chicago   |
| +019, | Jakub Flek        | Attaquant      | HC Energie Karlovy Vary |
| +025, | Radan Lenc        | Attaquant      | HC Bílí Tygři Liberec   |
| +030, | Šimon Hrubec      | Gardien de but | Avangard Omsk           |
| +031, | Lukas Klok        | Défenseur      | Lukko                   |
| +035, | Roman Will        | Gardien de but | Traktor Tcheliabinsk    |
| +043, | Jan Kovář - C     | Attaquant      | Eissportverein Zoug     |
| +044, | Matěj Stránský    | Attaquant      | HC Oceláři Třinec       |
| +052, | Michael Špaček    | Attaquant      | HC Oceláři Třinec       |
| +060, | Michal Moravčík   | Défenseur      | Tappara                 |
| +061, | Petr Kváča        | Gardien de but | HC Bílí Tygři Liberec   |
| +062, | Andrej Šustr      | Défenseur      | HC Red Star Kunlun      |
| +067, | Jiří Smejkal      | Attaquant      | Tappara                 |
| +069, | Lukáš Radil       | Attaquant      | HK Spartak Moscou       |
| +072, | Filip Chytil      | Attaquant      | Rangers de New York     |
| +074, | Ondřej Vitásek    | Défenseur      | HC Bílí Tygři Liberec   |
| +078, | Robin Hanzl       | Attaquant      | HK Spartak Moscou       |
| +079, | Tomáš Zohorna - A | Attaquant      | HC Dynamo Pardubice     |
| +088, | Libor Šulák       | Défenseur      | Kärpät Oulu             |
| +092, | Jiří Sekáč        | Attaquant      | Avangard Omsk           |
| +095, | Matěj Blümel - A  | Attaquant      | HC Dynamo Pardubice     |